# کملوت (فیلم)
کملوت (انگلیسی: Camelot) فیلمی در ژانر کمدی رمانتیک، موزیکال، و کمدی-درام به کارگردانی جاشوا لوگن است که در سال ۱۹۶۷ منتشر شد. از بازیگران آن می‌توان به ریچارد هریس، ونسا ردگریو، فرانکو نرو، دیوید همینگز و لایونل جفریس اشاره کرد.